# Eleutetisek
Eleutetisek, közelebbről nem ismert ókori gall törzs. Az arvernusok fennhatósága alá tartoztak, egyetlen említésük Iulius Caesar: „De bello Gallico" című munkájában található.